# La Loi de Téhéran
Pour plus de détails, voir Fiche technique et Distribution.
La Loi de Téhéran (persan : متری شیش و نیم ; romanisation : Metri shesh va nim, littéralement « Six millions et demi par mètre ») est un thriller iranien écrit et réalisé par Saeed Roustayi, sorti en 2019.

## Synopsis
L'inspecteur Samad (Payman Maadi) est un officier de police des stupéfiants à la recherche d'un chef de file de la drogue, Naser Khakzad (Navid Mohammadzadeh). Grâce à des méthodes expéditives, il remonte la filière depuis les revendeurs jusqu'au laboratoire.

## Fiche technique
Sauf indication contraire, les informations mentionnées dans cette section peuvent être confirmées par la base de données cinématographiques IMDb,  présente dans la section « Liens externes ».
- Titre original : Metri Shesh Va Nim persan : متری شیش و نیم
- Titre français : La Loi de Téhéran
- Titre anglophone international : Just 6.5
- Réalisation et scénario : Saeed Roustayi
- Musique : Peyman Yazdanian
- Décors : Mohsen Nasrollahi
- Costumes : Ghazale Motamed
- Photographie : Hooman Behmanesh
- Montage : Bahram Dehghan
- Production : Mohammad Sadegh Ranjkeshan et Jamal Sadatian
- Production déléguée : Hossein Hadianfar
- Société de production : Boshra Film
- Sociétés de distribution : Khane Film-e (Iran) ; Wild Bunch Distribution (France)
- Pays de production :  Iran
- Langue originale : persan
- Format : couleur
- Genres : thriller ; action, drame
- Durée : 131 min
- Dates de sortie :
  - Iran : 30 janvier 2019 (Festival du film de Fajr) ; 17 mars 2019 (sortie nationale)
  - Italie : 2 septembre 2019 (Mostra de Venise)
  - France : 28 juillet 2021
- Classification :
  - France : Tout public lors de sa sortie en salles et déconseillé aux moins de 12 ans à la télévision

## Distribution
- Payman Maadi (VF : Jean-Michel Fête) : Samad Majidi
- Navid Mohammadzadeh (VF : Jean-Christophe Dollé) : Naser Khakzad
- Parinaz Izadyar (VF : Chloé Stefani) : Elham
- Farhad Aslani (VF : Bruno Abraham-Kremer) : le juge
- Houman Kiai (VF : Christian Gonon) : Hamid
- Maziar Seyedi (VF : Guillaume Pottier) : Misagh Ashkani
- Ali Bagheri (VF : Yann Guillemot) : Reza Moradi
- Marjan Ghamari (VF : Odile Cohen) : la femme de Reza Moradi
- Yusef Khosravi (VF : Maxime Coudour) : Vahid
- Mehdi Hoseini-nia (VF : Jacques Bouanich) : Hassan Gavi
- Gity Ghasemi : la sœur de Naser
- Asghar Piran : un homme infirme en prison
- Mohammad Ali Mohammadi (VF : Nessym Guetat) : Mohammad Ali
- Peyman Ghasemzadeh : l'avocat de Naser
- Javad Pourheidari : le docteur de la prison
- Mostafa Hashemzehi : Ghasemi
- Reza Mirzaei : Kamyar

## Production
Le titre original, Just 6.5 fait référence aux 6,5 millions de consommateurs de crack en Iran.

### Tournage
Le tournage a lieu à Téhéran, en Iran.

## Accueil

### Sortie
Le film est projeté lors de la 37e édition du Festival du film de Fajr, mais a dû être reporté en raison de difficultés techniques lors de la projection du film le premier jour. Écrivant pour le site web Eye for Film, Anton Bitel a qualifié le film de « sombre commentaire sur l'état de la nation iranienne ».

### Critiques
Il est bien reçu par les critiques et reçoit une standing ovation au Festival du film de Venise, tandis qu'en Iran, il a dominé le Festival du film de Fajr en remportant le prix du public, (qui est la plus haute distinction du festival), celui du meilleur montage, celui du meilleur enregistrement sonore tout en étant nommé dans un total de onze catégories.
En France, le site Allociné recense une moyenne des critiques presse de 4.1⁄5.

### Box-office
La Loi de Téhéran a rapporté 277 041 230 000 rials au box-office, ce qui en fait le film non comique le plus rentable de l'histoire du cinéma iranien.

## Distinctions

### Récompenses
- Festival international du film de Tokyo 2019 : Meilleur réalisateur et meilleur acteur pour Navid Mohammadzadeh
- Festival du film de Zurich 2019 : Meilleur film international, mention spéciale
- Festival du film de Fajr 2019 : Prix du public, meilleur montage, meilleur son
- Hafez Awards (en) 2019 : Meilleur film, meilleur réalisateur, meilleur acteur pour Payman Maadi et Navid Mohammadzadeh, meilleure photographie
- Reims Polar 2021 : Grand prix et Prix de la critique[11]

### Nomination
- César 2022 : Meilleur film étranger

### Sélection
- Mostra de Venise 2019 : section Orizzonti